# Barbara Nissman
Barbara Nissman (Filadelfia, 31 de diciembre de 1944) es una pianista estadounidense. Es especialmente conocida por sus interpretaciones de las obras de Alberto Ginastera y Serguéi Prokófiev que ocupan un lugar destacado en su repertorio. También es escritora y productora de una serie de DVD e invitada en conciertos, clínicas, clases magistrales y conferencias en todo el mundo.
La carrera internacional de Nissman fue impulsada por Eugene Ormandy con debuts organizados en todas las principales capitales europeas después de que la escuchó tocar como estudiante en la Universidad de Míchigan. Posteriormente hizo su debut profesional estadounidense como solista con Ormandy y la Orquesta de Filadelfia. También ha tocado con algunas de las principales orquestas de Europa, como la Filarmónica de Londres, la Royal Philharmonic Orchestra, la Sinfónica de la BBC, la Filarmónica de Róterdam y la Filarmónica de Múnich. En Estados Unidos ha tocado con la Filarmónica de Nueva York, la Orquesta de Filadelfia, la Sinfónica de Chicago, la Sinfónica de Pittsburgh, la Sinfónica de St. Louis, la Orquesta Sinfónica Nacional de Estados Unidos y la Orquesta de Cleveland, entre otras. Ha colaborado con los principales directores del mundo, incluidos Eugene Ormandy, Riccardo Muti, Stanislaw Skrowaczewski y Leonard Slatkin.
La composición final del compositor argentino Alberto Ginastera, Sonata para piano n.º 3, estuvo dedicada a Nissman; su primera interpretación se realizó en la sala Alice Tully del Lincoln Center en 1982. Nissman descubrió el manuscrito del Concierto Argentino de Ginastera en la Colección Fleisher de la Biblioteca Pública de Filadelfia y reintrodujo la pieza en 2011 con la bendición de la herencia del compositor. En 2010, la última composición de Benjamin Lees, Visage, fue compuesta para Nissman. También ha participado en muchas otras interpretaciones de estreno.
Nissman hizo historia en 1989 al convertirse en la primera pianista en interpretar las sonatas para piano completas de Serguéi Prokófiev en una serie de tres recitales tanto en Nueva York como en Londres. Sus grabaciones de este repertorio representaron el primer conjunto completo de sonatas para piano de Prokófiev disponible en disco compacto.
En junio de 2014 en el Steinway Hall en Nueva York, Nissman lanzó su sello discográfico Three Oranges Recordings, dedicado a la promoción de la música clásica y hacerla más accesible.
En 2017, la Fundación Three Oranges se estableció con el objetivo principal de hacer que la música clásica sea accesible y relevante para todos: llevarla a la comunidad, a las escuelas y hacerla parte de la vida cotidiana de la persona promedio. La Fundación apoyaría el trabajo educativo innovador de Barbara como se manifiesta en sus conferencias, clases magistrales, conciertos informales, conciertos como solista y con orquestas, conciertos benéficos y su serie de DVD de clases magistrales educativas concebidas de manera única.

## Educación y premios
Nissman asistió a la Universidad de Míchigan con una beca completa y terminó su licenciatura en Música en 1966. Al graduarse, se le otorgó la Medalla Stanley (que lleva el nombre de Albert A. Stanley, director de la Escuela de Música de 1888 a 1921), "presentada anualmente al estudiante de último año que se gradúa... más sobresaliente en su plan de estudios, con especial consideración a la beca y la interpretación pública."
En 1966 se le otorgó una beca del Título IV de la Ley de Educación de Defensa Nacional de tres años para la realización de sus estudios de maestría y doctorado en la Universidad de Míchigan. Nissman también recibió una beca postdoctoral de tres años de la universidad (suscrita por la Power Foundation en 1969) para comenzar su carrera como intérprete internacional. En 1981 recibió el Premio Athena del Consejo de Exalumnos de Michigan, otorgado anualmente desde 1973 "a exalumnos sobresalientes que se han distinguido en esfuerzos profesionales y humanitarios", y el premio Citation of Merit Award de la Escuela de Música en 1996, otorgado anualmente "para reconocer y honrar a las personas que han realizado contribuciones destacadas a la sociedad, su profesión [o la universidad]".
Nissman también recibió subvenciones de la Fundación Martha Baird Rockefeller y la Fundación Filadelfia, así como una subvención para el recital del National Endowment for the Arts para presentar la serie de sonatas de Prokófiev en la Alice Tully Hall del Lincoln Center en 1989.
En 2003, Nissman fue una de los 23 pianistas mencionados en el artículo "Hall of Legends", que apareció en la publicación conmemorativa del 150 aniversario de Steinway & Sons. Los pianistas perfilados, elegidos entre los miles de artistas Steinway pasados y presentes, también incluyeron a Martha Argerich, Daniel Barenboim, Diana Krall, Van Cliburn, Billy Joel, Harry Connick Jr., James Levine, Murray Perahia, Edward Kennedy Ellington, Alfred Brendel, Randy Newman, Evgeny Kissin, Herbie Hancock, Krystian Zimerman, Christopher O'Riley, Maurizio Pollini, Ignace Jan Paderewski, Sergei Rajmáninov, Marcus Roberts, Mitsuko Uchida, Richard Wagner y Billy Taylor.
En 2006, Nissman fue elegida para la Corte de Honor de las Hijas Distinguidas de la Escuela Secundaria para Niñas de Filadelfia "por su destacada trayectoria como concertista de piano, artista de grabación y educadora internacionalmente aclamada".
En 2008, Nissman recibió el premio Governor's Arts Award del estado de West Virginia por "Servicio Distinguido a las Artes".
En marzo de 2016 fue honrada por la División de Cultura e Historia del Estado de West Virginia con su "Orden de las Artes y Letras Históricas", así como su premio "Excelencia en Apoyo a las Artes".
En marzo de 2020, Nissman recibió el Premio a la Trayectoria en las Artes del Gobernador del estado de Virginia Occidental.

## Alberto Ginastera
Barbara Nissman se ha asociado durante mucho tiempo con la música del compositor argentino Alberto Ginastera, y la obra final del compositor, Sonata para piano No. 3, Op. 54 (1982) que está dedicado a ella. En 1976 fue invitada por el compositor a tocar su Concierto para piano n.° 1, Op. 28 (1961) en Ginebra en la celebración de su sexagésimo cumpleaños, donde interpretó la obra con L'Orchestre de la Suisse Romande dirigida por Jean-Marie Auberson. También presentó el estreno en Países Bajos del concierto en el Concertgebouw de Ámsterdam y su estreno en el Reino Unido con la Sinfónica de la BBC. También ha interpretado el concierto con la Sinfónica de Chicago, la Sinfónica de St. Louis y la Filarmónica de Nueva York con Leonard Slatkin.
En 2006 fue coanfitriona de una serie de la BBC Radio 3 de cinco partes que presentaba a Ginastera como compositor de la semana. En 2011, con la Orquesta Sinfónica de la  Universidad de Míchigan dirigida por Kenneth Kiesler, interpretó los 3 conciertos para piano en una noche, incluido el Concierto Argentino para piano y orquesta (una obra temprana escrita en 1935 y luego retirada del catálogo por el compositor poco después de su primera interpretación) y la primera interpretación en su forma original de Concierto para piano n.° 2, op. 39 (1972). El disco de Nissman et al. de los tres conciertos del sello Pierian representa la primera grabación de las tres obras y la “reintroducción oficial” del Concierto Argentino. Después de que Nissman descubriera este concierto en la Colección de Música Orquestal Edwin A. Fleisher en Filadelfia, Aurora Natola-Ginastera, la viuda del compositor, otorgó su exclusividad para interpretar la obra y también para poner a disposición su primera grabación. Nissman también es la editora de la nueva edición crítica del Concierto para piano n.° 2, publicada por Boosey &amp; Hawkes.
En 2016, Nissman celebró el centenario de Ginastera con una serie de conciertos dedicados al hombre y su música en Spectrum en Nueva York y también en Kings Place, Londres, así como clases magistrales y conferencias en todo el Reino Unido. El 28 de abril de 2016, Nissman pronunció una conferencia e interpretó obras de Ginastera en una celebración especial realizada en la Embajada de Argentina en Washington D. C.
El artículo de Nissman “Recordando a Alberto Ginastera: un tributo al centenario” apareció en la edición de abril-junio de 2016 de Musical Opinion (Reino Unido).

## Serguéi Prokófiev
Nissman hizo historia en 1989 al convertirse en la primera pianista en interpretar las sonatas para piano completas de Serguéi Prokófiev en una serie de tres recitales tanto en Nueva York como en Londres. Asimismo estrenó el fragmento de dos páginas de la <i id="mwwg">Sonata para piano n.° 10</i> en mi menor, Op. 137 (1952) de Prokófiev durante su serie en el Lincoln Center. Sus grabaciones de este repertorio representaron el primer conjunto completo de sonatas para piano de Prokófiev disponible en disco compacto.
Como académica y especialista en Prokófiev, Nissman visitó la Unión Soviética por primera vez en 1984, en el apogeo de la Guerra Fría, como invitada de la Embajada de Dinamarca en Moscú. En 1998 regresó a Rusia como invitada del Conservatorio Estatal de Moscú para presentar clases magistrales y conciertos de la música de Prokófiev, y también presentó clases magistrales en el Conservatorio de San Petersburgo.
En conmemoración del centenario de Prokófiev, en 1991, Nissman interpretó el ciclo completo de sus sonatas para piano en Europa y Estados Unidos.
El 8 de mayo de 2004, Nissman presentó una conferencia en la Universidad de Londres titulada "Prokofiev Meets Gershwin: Gershwin Meets Prokofiev", como parte de una conferencia titulada Prokofiev and America. La conferencia, que también contó con charlas de Arnold Whittall, Alastair Macaulay, Harlow Robinson, Noëlle Mann, et al., fue patrocinada conjuntamente por el Archivo Serguéi Prokófiev de la universidad y su Instituto de Estudios de los Estados Unidos (más tarde el Instituto para el Estudio de las Américas). La conferencia se adaptó a un artículo titulado “When Gershwin Met Prokofiev” que se publicó en la edición de invierno de 2005 de la revista Piano Today y se adaptó para la edición de enero de 2016 de Three Oranges Journal. Nissman también interpretó varias de las obras para piano solo de Prokófiev en el Recital en memoria de John Coffin de la conferencia.
Nissman fue un artista destacada en la inauguración del Archivo Prokófiev de la Universidad de Columbia el 24 de abril de 2015, que contó con la asistencia de miembros de la familia Prokófiev. También fue una artista destacada en el Simposio Internacional Prokófiev, celebrado en la Universidad Estatal de Luisiana en febrero de 2016, que también contó con discursos de Richard Taruskin, Simon Morrison y Gabriel Prokófiev.
El biógrafo de Prokófiev, Daniel Jaffé, en la edición de diciembre de 2008 de la BBC Music Magazine, seleccionó las grabaciones de Nissman como las mejores grabaciones de la música para piano de Prokófiev.

## Béla Bartók
En 2002 Scarecrow Press publicó el libro de Nissman, Bartók and the Piano: A Performer's View, que incluía un CD completo de obras seleccionadas interpretadas por la autora. En la Universidad de Míchigan, Nissman estudió con György Sándor, el mismo alumno de Béla Bartók.
Nissman fue la primera en interpretar y grabar la Sonata inédita de Bartók de 1898, que descubrió en la colección de manuscritos de la Biblioteca Morgan mientras investigaba para su libro. Out of Doors, el primer lanzamiento del sello propio de Nissman Three Oranges Recordings, rinde homenaje a la composición de Bartok de 1926.

## Logros notables
De 1977 a 1980, Nissman se desempeñó como artista residente para John Deere, brindando "recitales, clases magistrales y una serie de conferencias de música a las comunidades de plantas de Deere en los Estados Unidos y en el extranjero durante seis meses al año." Esta fue la primera vez que una corporación internacional empleó a un artista clásico para aparecer en fábricas, plantas y sucursales en los Estados Unidos, México y Europa. Antes de su trabajo con John Deere, participó en el programa de Artistas Afiliados, sirviendo de 1974 a 1976 como Affiliate Artist for the Arizona Commission on the Arts, ampliando la audiencia de música clásica presentando conciertos informales en lugares no convencionales.
De 1978 a 1980, Nissman apareció en el popular programa diurno de BBC Television, Pebble Mill at One, y presentó la serie Barbara & Friends con Barbara charlando informalmente sobre sus "amigos" compositores favoritos y su música. BBC Television realizó un documental sobre Barbara y su trabajo de divulgación en escuelas, fábricas y en la sala de conciertos.
En 1982, Nissman fue la intérprete destacada en el primer concierto de Gracht (Canal) celebrado en Ámsterdam en el Prinsengracht y al que asistieron 8.000 personas. Los conciertos de Prinsengracht son una tradición popular durante el verano, y el público llega a pie o en sus barcos para escuchar.
En 1984, Nissman fue una de las artistas destacadas en la Dedication of the American Poets' Corner en la Catedral de San Juan el Divino en Nueva York. Walter Cronkite fue el anfitrión del evento que también contó con las apariciones de Rosalyn Tureck, Paul Winter, Michael Tree, Zubin Mehta y lecturas del actor Gregory Peck y los poetas Robert Penn Warren, Daniel Haberman y Edgar Bowers.
En 1988, Nissman fue una de las participantes en la "Celebración Internacional del Piano" que se llevó a cabo en el Carnegie Hall, celebrando el 135.º aniversario de Steinway.
Para el Concierto de Gala del 25 Aniversario del Kennedy Center de 1996, transmitido por la televisión pública, Nissman interpretó dos temas arreglados para diez pianos, junto a los pianistas Leonard Slatkin (quien también dirigió el conjunto), David Buechner, Cy Coleman, Joseph Kalichstein, Peter Nero, David Hyde Pierce, Peter Schickele, Jeffrey Siegel y Alicia Witt.
Desde 2002, Nissman ha estado involucrada con la serie de conciertos benéficos "A Concerted Effort" de la Robert James Frascino AIDS Foundation. Hasta la fecha, estos conciertos han recaudado más de dos millones de dólares para organizaciones de servicios contra el SIDA en todo el mundo. En noviembre de 2014 tocó en una gala en el Museo de Young en San Francisco para honrar al Dr. Arthur Ammann, fundador de Global Strategies, una organización que atiende las necesidades de atención médica de mujeres y niños en áreas desatendidas del mundo.
En 2007, Nissman apareció en el escenario con Don Henley y Billy Joel, interpretando en "Walden Woods Steinway" en una gala para recaudar fondos para el Proyecto Walden Woods, celebrada en Jazz at Lincoln Center.

## Libros, escritos y ediciones (seleccionados)
- Autora de Bartók and the Piano: A Performer’s View, published by Scarecrow Press with a full-length CD of selected Bartók works performed by the author
- Editor of the Critical Edition of Piano Concerto No. 2 by Alberto Ginastera, published by Boosey & Hawkes in 2016  (also contributed to the editing of Ginastera's Piano Sonata No. 2, Piano Sonata No. 3 and Concierto Argentino, all published by Boosey & Hawkes)
- Contributor to The Pianist’s Craft, published by Scarecrow Press and edited by Richard P. Anderson: “Sergei Prokofiev, A Man Misunderstood”
- Contributor to The Pianist’s Craft 2, published by Rowman & Littlefield and edited by Richard P. Anderson: “Remembering Alberto Ginastera”
- Contributor to Remembering Horowitz: 125 Pianists Recall a Legend, first published by Schirmer Books and compiled and edited by David Dubal
- Contributor to "Understanding Bartók" symposium in March/April 2014 issue of International Piano magazine (UK)
- Contributor to "Prokofiev's Pianism" symposium in July/August 2013 issue of International Piano magazine (UK)
- Author of "Remembering Ginastera" for Piano Today (cover story)
- Author of "Remembering Alberto Ginastera—a centenary tribute," Musical Opinion, UK (abril–junio de 2016)
- Author of “When Gershwin met Prokofiev” for Piano Today (cover story of Winter 2005 issue); also adapted for Three Oranges Journal (enero de 2016)
- Author of “The Many Faces of Prokofiev as seen through his Piano Concertos” for Three Oranges Journal (noviembre de 2002)
- Additional articles and master classes on Ginastera, Prokófiev, Bartók & Liszt published in Keynote, Keyboard Classics, Piano Today, Musical Opinion (UK), Piano (UK), Musical Times (UK)

## Serie de DVD
- Franz Liszt: Portrait of the Man and His Masterwork, the 'Sonata in B minor', with Michael York as the voice of Liszt, the first in a series of master-classes on DVD, written and conceived by Nissman. Also heard as Liszt’s contemporaries are Billy Joel (Chopin), Don Henley (Brahms), Harry Connick Jr. (Czerny), Rebecca De Mornay (Clara Schumann), Rosemary Harris (Princess Carolyne Wittgenstein), John Schuck (Wagner), Leonard Slatkin (Schumann), Peter Schickele (Berlioz), David Dubal (Heine), Manfred Honeck (Beethoven, Goethe), Barbara Feldon (George Sand), Stuart Margolin (Carl Lachmund), Bill McGlaughlin (Grieg, Richard Strauss), Miles Chapin (Hans von Bülow) and the voices of Anna Singer, Dennis Rooney, Pete Ballard, Kermit Medsker & Jon Cavendish.The second part focuses on Liszt's masterwork, the B minor Sonata with personal insights into performance and appreciation of this complex work. A concert performance of the Sonata in B minor concludes this 2-DVD set.

## Discografía (seleccionada)
- Beethoven: The Virtuoso. The Early Sonatas. Opus 2 No. 3, Opus 7, Opus 26. Three Oranges Recordings 3OR-27 (2020)
- Rachmaninoff, Prokofiev & Ramey. Rachmaninoff Second Piano Sonata (earlier, uncut version), Six Moments Musicaux, Prokófiev Tenth Sonata fragment (1953), plus the first performance of Phillip Ramey's Tenth Piano Sonata, dedicated to Barbara Nissman. Three Oranges Recordings 3OR-26 (2019)
- Chopin: The Nocturnes and Barcarolle & Polonaise in F# minor. Three Oranges Recordings 3OR-25 (2017)
- CHOPIN! Sonata in B minor, Berceuse, Four Scherzi. Three Oranges Recordings 3OR-24 (2017)
- Beethoven: The Late Sonatas. Piano Sonata No. 30 (Op. 109), No. 31 (Op. 110) and No. 32 (Op. 111). Three Oranges Recordings 3OR-23 (2017)
- Liszt: The Transcendentals. 12 Etudes, plus Funérailles and Valse Oubliée No. 1 in F# minor. Three Oranges Recordings 3OR-22 (2017)
- Fireworks! Brahms Sonata no. 3 in F minor, plus music by Liszt, Scarlatti and Debussy. Three Oranges Recordings 3OR-20 (2014)
- Out of Doors. Bartók Out of Doors, plus music by Schubert, Chopin, Rachmaninoff, Hummel, Mendelssohn and Prokófiev. Three Oranges Recordings 3OR-19 (2014)
- Fascinating Rhythms! Music of Prokófiev, Schumann, Chopin, Benjamin Lees, Albéniz, Ginastera and Gershwin.  Three Oranges Recordings 3OR-18 (reissue of Pierian 0046) (2014)
- Not TOO serious... Beethoven’s Diabelli Variations, plus music of Bartók, Liszt and Prokófiev.  Three Oranges Recordings 3OR-17 (reissue of Pierian 0045) (2014)
- Romantic Tales. Music of Chopin, Ravel, Prokófiev, Buxtehude (arr. Prokófiev), Scriabin, Mendelssohn, Schumann and Rachmaninoff.  Three Oranges Recordings 3OR-16 (reissue of Pierian 0043) (2014)
- Love & War.  Prokófiev's Sonata no. 6, plus music of Liszt, Benjamin Lees, Bartók and Chopin.  Three Oranges Recordings 3OR-15 (reissue of Pierian 0041) (2014)
- Journeys of the Soul. Music of Bach, Ravel, Liszt, Scriabin and Balakirev.  Three Oranges Recordings 3OR-14 (reissue of Pierian 0038) (2014)
- Triumph! Beethoven "Hammerklavier", plus music of Bach, Liszt and Prokófiev.  Three Oranges Recordings 3OR-13 (reissue of Pierian 0037) (2014)
- Glory in the Highest! Music of Bach-Busoni, Barber, Franck, Beethoven, Granados, Ginastera and Debussy.  Three Oranges Recordings 3OR-12 (reissue of Pierian 0036) (2014)
- Dramatic Visions. Music of Beethoven, Prokófiev, Schubert, Wagner, Liszt and Chopin.  Three Oranges Recordings 3OR-11 (reissue of Pierian 0035) (2014)
- Love & Loss, Volume II: Music of Rachmaninoff. Études-Tableaux Op. 33 & 39, plus other pieces.  Three Oranges Recordings 3OR-10 (reissue of Pierian 0031) (2014)
- Love & Loss, Volume I: Music of Rachmaninoff. Preludes Op. 23 & 32.   Three Oranges Recordings 3OR-09 (reissue of Pierian 0028) (2014)
- A Noble Heart: Music of Johannes Brahms. Sonata no. 2 in F# minor, plus other works.  Three Oranges Recordings 3OR-08 (reissue of Pierian 0027) (2014)
- The Storyteller: Music of Robert Schumann. Kreisleriana, Fantasy, plus other works.  Three Oranges Recordings 3OR-07 (reissue of Pierian 0025) (2014)
- Longing...Music of Frederic Chopin. Polonaise-Fantasy, plus other works.  Three Oranges Recordings 3OR-06 (reissue of Pierian 0019) (2014)
- Visions: Sonatas of Beethoven, Vol. I. Waldstein, Moonlight, and Appassionata sonatas, plus Rondo op. 129.  Three Oranges Recordings 3OR-05 (reissue of Pierian 0020) (2014)
- Folk Music & More: Music of Béla Bartók. Sonata (1898), plus other works.  Three Oranges Recordings 3OR-04 (reissue of Pierian 0016) (2014)
- Superstar! Music of Franz Liszt. Sonata in B minor and other works.  Three Oranges Recordings 3OR-03 (reissue of Pierian 0015) (2014)
- Prokofiev by Nissman: The Complete Sonatas. Sonatas 1-10 (both versions of no. 5); Four Pieces, Op. 4; Toccata; Sarcasms; Visions Fugitives.  Three Oranges Recordings 3OR-02 (reissue of Pierian 0007/8/9) (2014)
- Alberto Ginastera: The Complete Music for Piano & Piano/Chamber Ensembles. Sonatas 1-3, Danzas Argentinas, Tres Piezas, Malambo, plus other works.  Three Oranges Recordings 3OR-01 (reissue of Pierian 0005/6) (2014)
- Nissman Plays Ginastera: The Three Piano Concertos. Barbara Nissman, piano; Kenneth Kiesler, conductor; University of Michigan Symphony Orchestra.  Pierian 0048 (2012)
- Recital Favorites by Nissman Volume 8. Music of Prokófiev, Schumann, Chopin, Benjamin Lees, Albéniz, Ginastera and Gershwin.  Pierian 0046 (2011)
- Recital Favorites by Nissman Volume 7. Beethoven’s Diabelli Variations, plus music of Bartók, Liszt and Prokófiev.  Pierian 0045 (2011)
- Recital Favorites by Nissman Volume 6. Music of Chopin, Ravel, Prokófiev, Buxtehude (arr. Prokófiev), Scriabin, Mendelssohn, Schumann and Rachmaninoff.  Pierian 0043 (2011)
- Recital Favorites by Nissman Volume 5. Prokófiev's Sonata no. 6, plus music of Liszt, Benjamin Lees, Bartók and Chopin.  Pierian 0041 (2010)
- Recital Favorites by Nissman Volume 4. Music of Bach, Ravel, Liszt, Scriabin and Balakirev.  Pierian 0038 (2009)
- Recital Favorites by Nissman Volume 3. Beethoven "Hammerklavier", plus music of Bach, Liszt and Prokófiev.  Pierian 0037 (2009)
- Recital Favorites by Nissman Volume 2. Music of Bach-Busoni, Barber, Franck, Beethoven, Granados, Ginastera and Debussy.  Pierian 0036 (2008)
- Recital Favorites by Nissman Volume 1. Music of Beethoven, Prokófiev, Schubert, Wagner, Liszt and Chopin.  Pierian 0035 (2008)
- Rachmaninoff by Nissman: Volume 2. The Etudes, Op. 33, Op. 39, plus three Transcriptions.  Pierian 0031 (2007)
- Rachmaninoff by Nissman Volume 1. The Preludes, Op. 3, No. 2; Op. 23; Op. 32.  Pierian 0028 (2006)
- Brahms by Nissman. Sonata no. 2 in F# minor, plus other works.  Pierian 0027  (2005)
- Schumann by Nissman. Kreisleriana, Fantasy, plus other works.  Pierian 0025 (2005)
- Beethoven by Nissman. Waldstein, Moonlight, and Appassionata sonatas, plus Rondo op. 129.  Pierian 0020 (2003)
- Chopin by Nissman. Polonaise-Fantasy, plus other works. (CD Pierian 0019 (2003)
- Bartók by Nissman. Sonata (1898), plus other works.  Pierian 0016 (2003)
- Liszt by Nissman. Sonata in B minor and other works.  Pierian 0015 (2002)
- Alberto Ginastera—The Complete Music for Piano & Piano Chamber Ensembles. (2-CD set) Pierian 0005/6 (reissue of Newport Classic NPD 85510 & 85511; licensed from Sony Music Entertainment) (2001)
- Prokofiev by Nissman: The Complete Sonatas. (3-CD set) Pierian 007/8/9 (reissue of Newport Classic NCD 6009/3/4; licensed from Sony Music Entertainment) (2001)
- Franz Liszt: The Sonata in B minor and other works for solo piano.  Newport Classic NPD 85538 (1993)
- Malambo- Alberto Ginastera: The Complete Music for Piano & Piano Chamber Ensembles, Volume II. Barbara Nissman, piano; Aurora Natola-Ginastera, cello; Ruben Gonzalez, violin; The Laurentian String Quartet.  Newport Classic NPD85511 (1992)
- Criolla- Alberto Ginastera: The Complete Music for Piano & Piano Chamber Ensembles, Volume 1. Newport Classic NPD 85510 (1991)
- Sergei Prokofiev- Complete Piano Sonatas- Volume III. Sonatas 9 & 10; Four Pieces, Op. 4; Toccata; Sarcasms; Visions Fugitives. (CD; analytically indexed disc) Newport Classic NCD 60094 (1989)
- Sergei Prokofiev- Complete Piano Sonatas- Volume II. Sonatas 6-8. (CD; analytically indexed disc) Newport Classic NCD 60093 (1989)
- Sergei Prokofiev- Complete Piano Sonatas- Volume I. Sonatas 1-4; both versions of No. 5. (CD; analytically indexed disc) Newport Classic NCD 60092 (1989)
- Alberto Ginastera, Piano Music. (LP; American release of 1981 CBS 71107 recording) Desto DC 7229 (1984)
- Franz Liszt: 6 Paganini Etudes; 3 Concert Etudes; Rhapsodie Espagnole. (LP) Globe Records GLOCX15003 (1982-Holland)
- Barbara Nissman plays Ginastera. (LP) Sonata No. 1; Danzas Argentinas; 12 American Preludes; Rondo; Danzas Criollas. CBS 71107 (1981-Holland)